# Centralprovinsen, Bahrain
Centralprovinsen (arabiska: المحافظة الوسطى, al-Muhafazat al-Wusta) var en provins i Bahrain, innan den i september 2014 upplöstes och dess område gick till de intilliggande provinserna Huvudstadsprovinsen, Norra provinsen och Södra provinsen.